# Nils Werner
Nils Werner, född 1867 i Vinslövs församling, död 1927 i Östra Ljungby församling, var en svensk stationsinspektor och utgivare av äldre litteratur om Småland.

## Biografi
Nils Werner gick i Fjellstedtska skolan för att bli präst, men insjuknade och blev sedermera järnvägsman. Han var född i Skåne men i och med att han bosatte sig i Lagan i Småland började han ge ut serien Småländska hembygdsböcker, som var nyutgåvor av svåråtkomlig äldre litteratur.
Serien Småländska hembygdsböcker utgavs på Björck och Börjessons förlag. Under Nils Werners livstid utgavs de fyra första böckerna i serien; nummer 5 och 6 förelåg i manuskript vid hans död. Ehuru Nils Werner var amatör, fick hans utgivning god kritik av fackmännen Sigurd Erixon och Gösta Berg och i Svenska Dagbladet. Hans kompletterande tillägg till grundtexten bedömdes som vederhäftiga och välskrivna, och han samarbetade med specialisterna Otto von Friesen och Ragnar Kinander.

## Småländska hembygdsböcker
Serien Småländska hembygdsböcker fortsattes efter Nils Werners död av  Clemens Cavallin, Paul Wilstadius och Jan Erik Anderbjörk. Efterhand övergavs inriktningen på nyutgivning av äldre tryckta böcker, och den senare utgivningen domineras av förstautgåvor av tidigare äldre outgivna handskrifter och handlingar.
1. Samuel Krok Urshults pastorats inbyggares seder 1749 (1922)
2. Johan Gaslander (egentligen Petrus Gaslander) Beskrifning om svenska allmogens [i Wästbo] sinnelag, seder … 1774 (1923)
3. Barthold Anders Ennes Det gamla fylkeskonungariket Finnheden 1809 (1923)
4. Magnus Elgh, Magnus (författare) Småländska åkerbrukets skiötsel / Om åkerbruket i Småland 1749 (1925)
5. Erland Colliander Om Värend 1743, översättning från latinet av Clemens Cavallin (1938)
6. Johan Rogberg Om Berga åtting 1743, översättning från latinet av Clemens Cavallin (1939)
7. Den första fornminnesinventeringen i Småland: prästerskapets rannsakningar om gamble antiquiteter och monumenter 1667–1690. 1 Kronobergs län, utgiven av Paul Wilstadius (1940)
8. Den första fornminnesinventeringen i Småland: prästerskapets rannsakningar om gamble antiquiteter och monumenter 1667–1690. 2 Kalmar län, utgiven av Paul Wilstadius (1941)
9. Den första fornminnesinventeringen i Småland: prästerskapets rannsakningar om gamble antiquiteter och monumenter 1667–1690. 3 Jönköpings län, utgiven av Paul Wilstadius (1942)
10. Abraham Krok Beskrifning öfwer Jönkiöpings stads kyrkia upsatt åhr 1753, med inledning och kommentar av Paul Wilstadius (1942)
11. Petrus Petri Gizæus Kortfattat tal till hembygden Smålands beröm …den 2 juni år 1633, översättning, inledning och personregister av Paul Wilstadius (1944)
12. Andreas Spole (1630–1699) Andreas Spole: hans självbiografiska anteckningar / med inledning och kommentar av Paul Wilstadius (1946)
13. Petrus Magni Nicander Lovtal över Jönköping: med den högstes bistånd offentligen hållet vid Karolinska akademien den 11 juni 1670, översättning med kommentarer av Paul Wilstadius (1944)
14. Paul Wilstadius Människoöden på Växjö hospital: några anteckningar från 1600- och 1700-talen (1947)
15. Abraham Bergius Om vägar och vägmärken i Sunnerbo: En 1790‑talsbeskrivning / av lantmätaren Abr. Bergius, kommenterad av J. E. Anderbjörk (1947)
16. Capella Valburgis: några handlingar om det gamla Sankta Valborgs kapell i Nässjö socken / ur arkiven hämtade och sammanställda av Paul Wilstadius (1945)
17. Petrus Nicolai Acander Den äldsta separata Växjöbeskrivningen: en latinsk oration hållen i Åbo den 12 december 1654, översättning av Paul Wilstadius (1946)
18. Paul Wilstadius Smålands nation i Åbo 1640–1798: jämte övriga studerande smålänningar vid Åbo akademi fram till år 1807: biografiska anteckningar. Häfte 1. (1946)
19. Braheskolans på Visingsö matrikel 1636–1816 utgiven av Paul Wilstadius (1947)
20. Paul Wilstadius Vista härad i gången tid: kulturhistoriska anteckningar (1947)

## Utmärkelser
- Riddare av Vasaorden